# Професійно-технічне училище №44 м. Миргорода
Професійно - технічне училище №44 м.Миргорода організовано 8 лютого 1946 року і носило назву «Миргородська школа механізації сільського господарства».
ПТУ №44 м. Миргорода готує кваліфікованих кадрів на базі базової та повної загальної середньої освіти за спеціальностями:
- «Тракторист-машиніст сільськогосподарського (лісогосподарського) виробництва (категорії «А1», «А2», «В1»). Слюсар з ремонту сільськогосподарських машин та устаткування. Водій автотранспортних засобів (категорії «С»)»;
- «Електромонтер з ремонт та обслуговування електроустаткування. Водій автотранспортних засобів (категорії «С»)»;
- «Кухар, кондитер»;
- «Кухар, бармен»;
- «Муляр, штукатур»;
- «Перукар (перукар-модельєр)»;
- «Кравець».

## Історична довідка

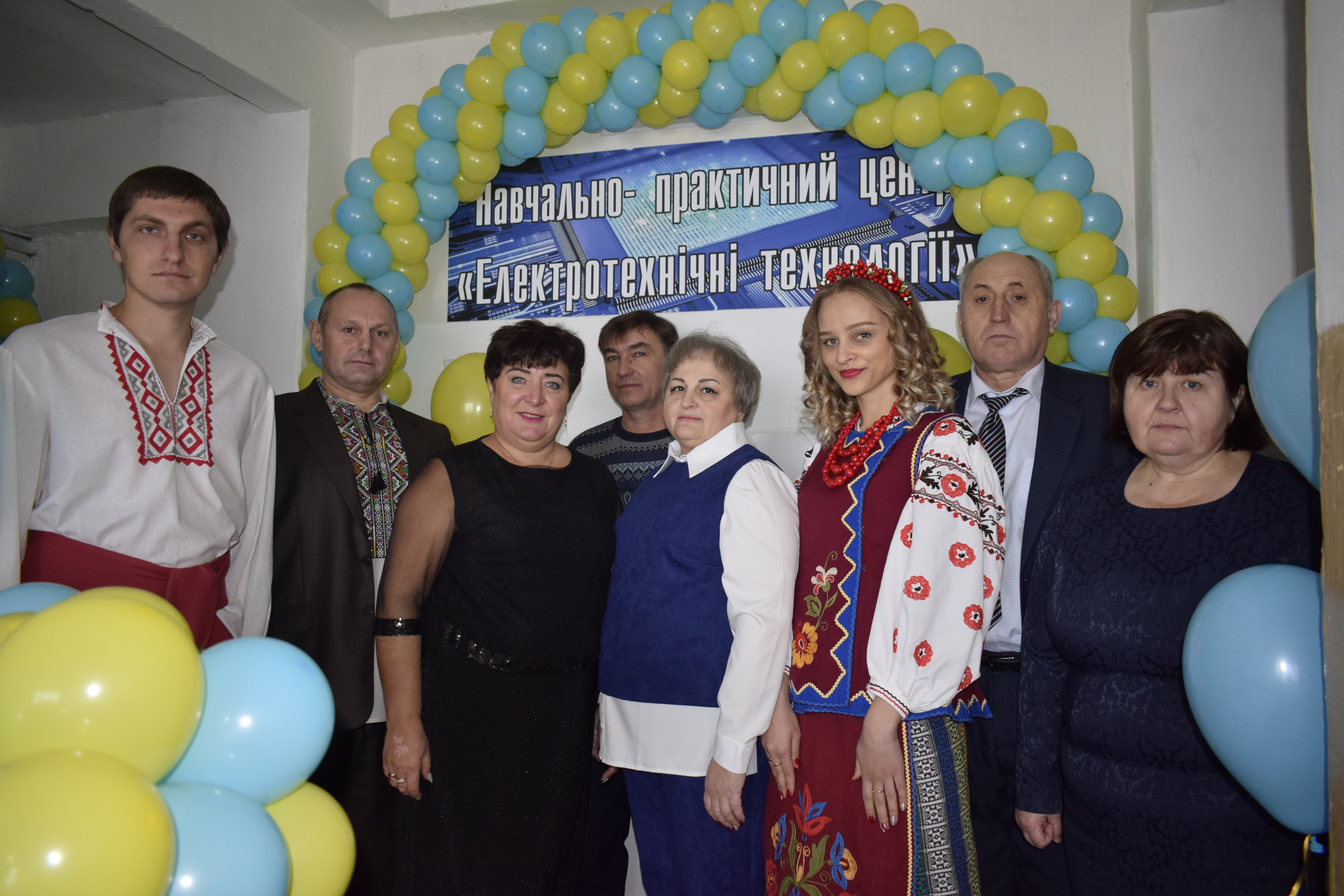
Відкриття навчально-практичного центру "Електротехнічні технології"

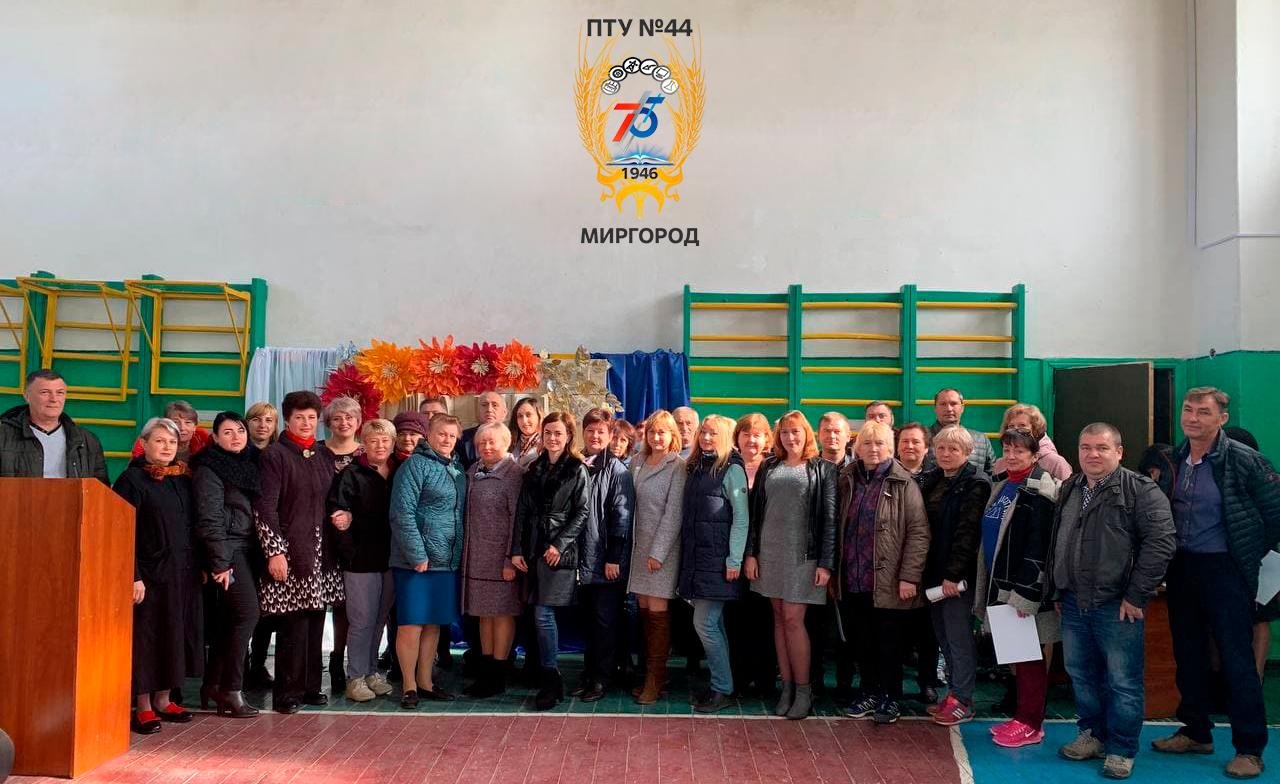
Колектив ПТУ №44 м. Миргорода 2021-2022 н.р.

- 8 лютого 1946 року засновано «Миргородську школу механізації сільського господарства»
- У 1956 році за визначні успіхи в підготовці механізаторських кадрів та активну участь в освоєнні цілинних земель профтехучилище нагороджене Червоним прапором Ради Міністрів СРСР та першою Всесоюзною премією.
- У 1959 році за І місце в соціалістичному змаганні серед сільських ПТНЗ УРСР Миргородському училищу вручено Червоний прапор Ради Міністрів УРСР та Першу республіканську премію.
- У 1979 році навчальний заклад брав участь у Виставці досягнень народного господарства СРСР та був нагороджений дипломом II ступеню.

- З початку заснування училище готувало трактористів - машиністів широкого профілю та комбайнерів І шестимісячним терміном навчання, а в 1960 році розпочало підготовку спеціалістів із однорічним та дворічним терміном навчання за кваліфікацією «Тракторист-машиніст широкого профілю».

- Починаючи з 1975 року ПТУ №44 м. Миргорода готує кваліфікованих кадрів на базі базової та повної загальної середньої освіти
- 1991 рік впроваджена спеціальність Муляр - штукатур, водій автомобіля категорії «С»
- 2001 рік введена спеціальність Перукар - модельєр
- 2003 рік введена спеціальність Кравець
- 2007 рік введена спеціальність Кухар-кондитер внаслідок інтеграції професій
- 8 лютого 2016 року професійно-технічне училище №44 м. Миргорода відзначило свій 70-річний ювілей [Архівовано 7 жовтня 2021 у Wayback Machine.].
- 20 грудня 2019 року на базі Професійно-технічного училища № 44 м. Миргорода відкрився навчально-практичний центр "Електротехнічні технології" [Архівовано 7 жовтня 2021 у Wayback Machine.]
- З грудня 2020 року є учасником пілотного проєкту: "EU4Skills [Архівовано 7 жовтня 2021 у Wayback Machine.]: кращі навички для сучасної України" та Міністерства освіти і науки України з реформу професійно-технічної освіти.
- 8 лютого 2021 року училище відсвяткувало свій 75-річний ювілей [Архівовано 7 жовтня 2021 у Wayback Machine.].

## Освітня діяльність
| Напрямок: | Термін навчання |
| --- | --------------- |
| Тракторист-машиніст с/г виробництва (категорії "А","В","С"), слюсар з ремонту с/г машин та устаткування ,водій автомобіля категорії «С» | 3 роки          |
| Електромонтер по обслуговуванню і ремонту електроустаткування, водій автомобіля категорії «С»                                           | 3 роки          |
| Кухар - кондитер | 3 роки          |
| Перукар - модельєр | 3 роки          |
| Кравець | 3 роки          |
| Муляр - штукатур, водій автомобіля категорії «С»                                                                                        | 3 роки          |

| Напрямок: | Термін навчання |
| --- | --------------- |
| Тракторист-машиніст с/г виробництва (категорії "А","В","С"), слюсар з ремонту с/г машин та устаткування ,водій автомобіля категорії «С» | 1 рік 6 місяців |
| Електромонтер по обслуговуванню і ремонту електроустаткування, водій автомобіля категорії «С»                                           | 1 рік 6 місяців |
| Кухар - бармен | 1 рік 6 місяців |
| Перукар - модельєр | 1 рік 6 місяців |

## Директори ПТУ

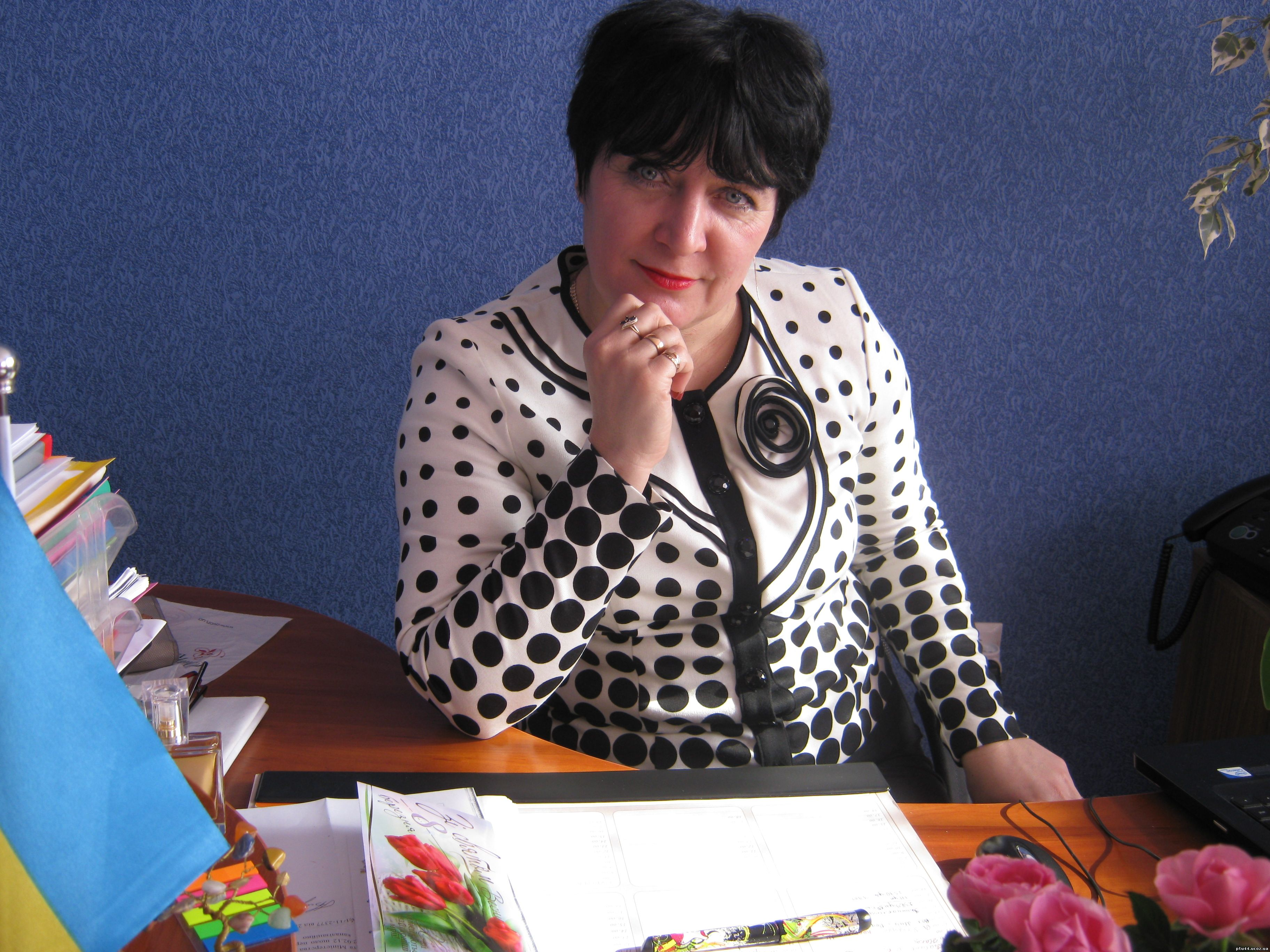
Мокрій Раїса Михайлівна - директор 2009-2021 рр.

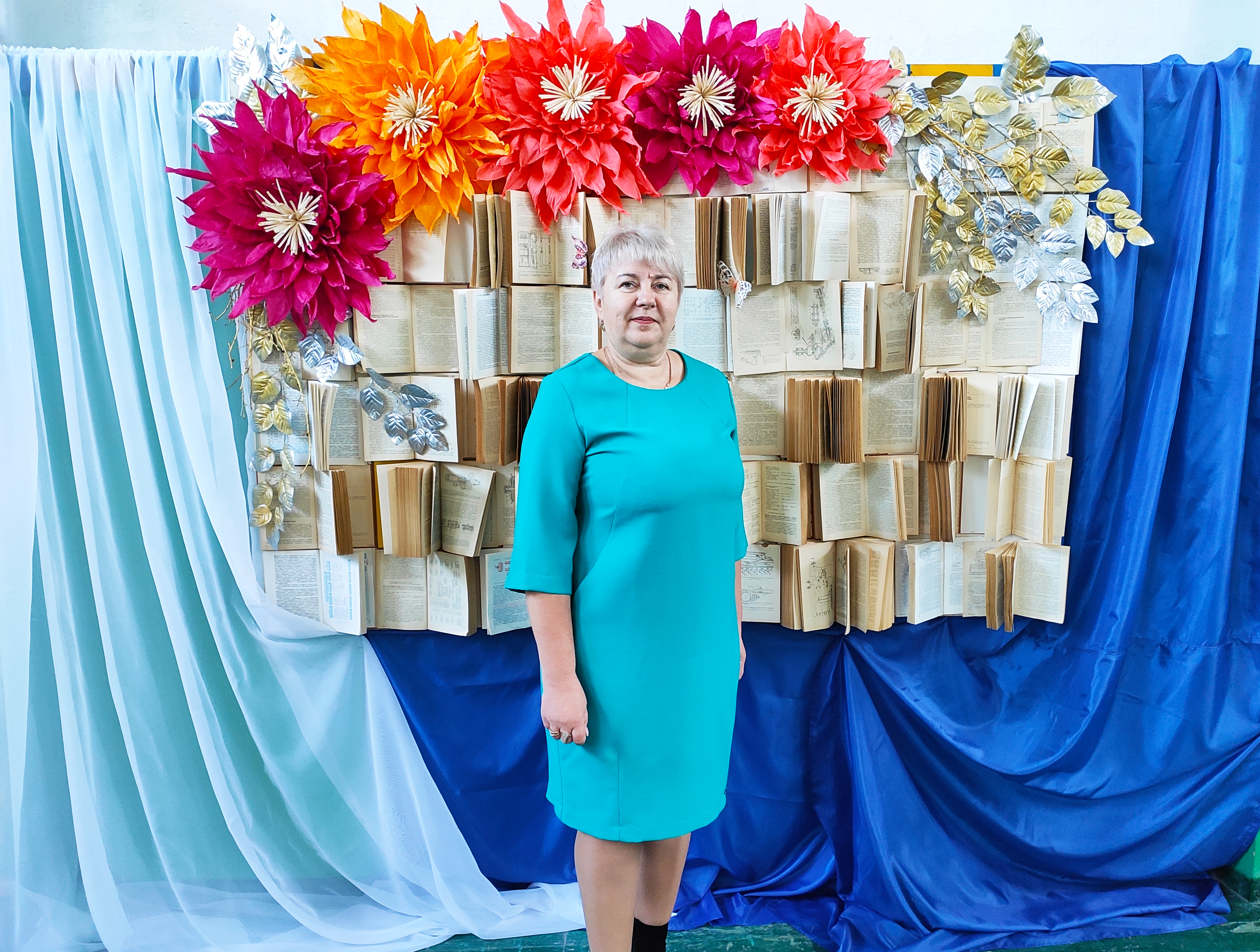
Широка Валентина Михайлівна - В. о. директора 2021 р.

Список керівників начального закладу:
- Донський Дон Самійлович 1946-1966 рр.

- Сорока Никифір Якович 1967-1972 рр.
- Обидала Василь Леонтійович 1972-1973 рр.
- Білоус Яків Денисович 1973-1976 рр.
- Обидала Василь Леонтійович 1976-2004 рр.
- Білик Іван Володимирович 2004-2009 рр.
- Мокрій Раїса Михайлівна 2009 - 2021 рр.
- Широка Валентина Михайлівна 2021 р. (Виконувач обов'язків директора)
- Іванченко Анатолій Віталійович 2021 р. - по теперішній час.Іванченко Анатолій Віталійович - директор з 2021 р.

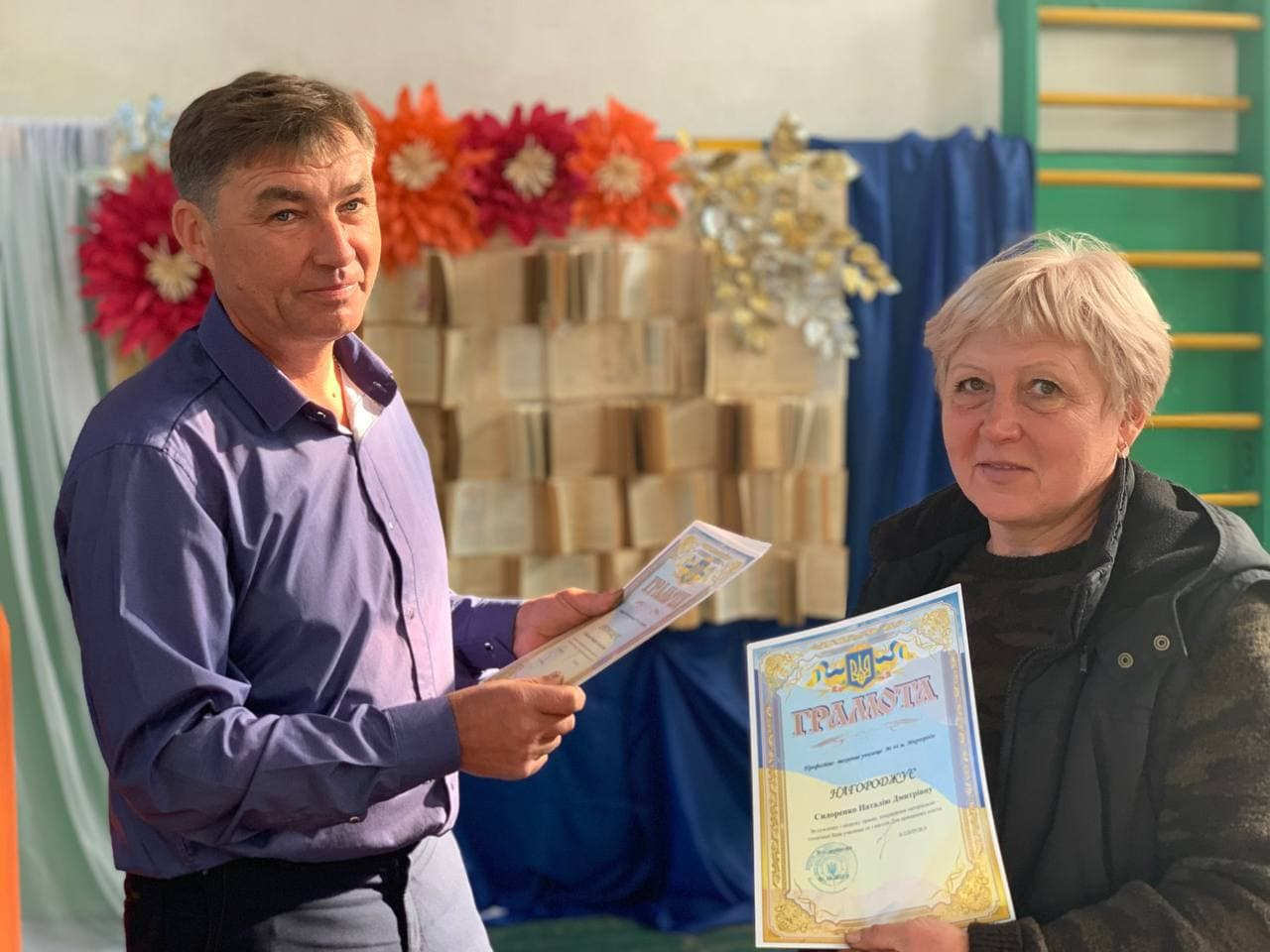
Іванченко Анатолій Віталійович - директор з 2021 р.

## Випускники
1. Дзябенко Василь Васильович - (01.10.1931, с. Підлуки, тепер Устивицької сільської ради, Великобагачанського р-ну Полтавської обл.) - новатор-будівельник І нафтогазового комплексу, Герой Соціалістичної Праці (1967). Українець, із селян, освіта середня спеціальна. Закінчив семирічку, Миргородську школу механізації. Працював причіплювачем у МТС. З 1948 навчався на курсах комбайнерів у Миргороді, після закінчення працював на першому в області самохідному комбайні СК-4, згодом - допомагав іншим освоювати спеціальність комбайнера.У 1951 призваний до лав Радянської армії. Після демобілізації працював у с. Гоголеве, у бригаді нафтовиків, яка прокладала нафто- і газопроводи Радченкове-Миргород, Радченкове-Полтава, Шебелинка-Дніпропетровськ. Згодом очолив будівельну бригаду газонафтових магістралей. У трудовій біографії: Тюмень, Білорусь, Україна, Азербайджан, Середня Азія, Далекий Схід. Особливо відзначився на будівництві нафтопроводу «Дружба», траси Уренгой-Помари-Ужгород, газопроводу «СРСР -Афганістан», газопроводу в Іраку. Нині мешкає у с. Устивиця Великобагачанського р-ну Полтавської обл. Звання Героя Соціалістичної Праці присвоєно Указом Президії Верховної Ради СРСР від 10.1967 за видатні успіхи, досягнуті при будівництві і введенні в дію нафтопроводу «Дружба». Нагороджений орденом Леніна (1967);
2. Богма Василь Олександрович  - (08.01.1929, с. Шишаки Шишацького р-ну Полтавської округи, тепер смт, райцентр Полтавської обл.) — новатор сільськогосподарського виробництва, Герой Соціалістичної Праці (1977). Закінчив 8 класів Шишацької середньої 1 заочної школи (1965), Миргородське училище 1 механізації сільського господарства. До колгоспної праці долучився з дитинства. Дядько — Феодосій Іванович працював доглядачем колгоспних коней і часто брав свого племінника вести коней на пасовисько. У 1944 направлений на курси трактористів при Шишацькій МТС. Із 1945 по 1948 працював трактористом, згодом — помічником бригадира тракторної бригади. У 1948-1953 служив у Радянській армії. Після демобілізації знову працював трактористом Шишацької МТС. У 1957-1960 - бригадир тракторної бригади к-пу ім. Свердлова, з 1961 - бригадир тракторної бригади к-пу ім. Ілліча Шишацького р-ну. Щорічно бригада була передовою в соціалістичному змаганні у районі. Звання Героя Соціалістичної Праці присвоєно Указом Президії Верховної Ради СРСР від 22.12.1977. Нагороджений 2 орденами Леніна (1966, 1977), медаллю «За доблесну працю. На ознаменування 100-річчя з дня народження Володимира Ілліча Леніна»).Похований. у смт Шишаки, на Могилі 2007 встановлений пам’ятник.
3. Фисун Андрій Лукич - (01.09.1928, с. Федорівка Карлівського р-ну Полтавської округи, тепер Федорівської сільради Карлівського р-ну Полтавської обл. - 04.10.2002, с. Лип’янка Карлівського р-ну Полтавської обл.) - організатор сільськогосподарського виробництва, засл. працівник сільського господарства України (1998), Герой Соціалістичної Праці (1986).Освіта середня спеціальна. 3акінчив Федорівську неповносередню школу (1944), курси трактористів при  Карлівській МТС, Миргородську школу механізації сільського господарства (1953), Полтавську радпартшколу (1963). З 1944 - працював у колгоспі причіплювачем біля тракторів. У тому ж році направлений на навчання трактористів при Карлівській МТС, де працював до 1948. У 1948-1951 служив у лавах Радянської армії (Група Радянських Військ у Німеччині, ком. відділення танкової частини). Після демобілізації, з 1953 по 1960 працював трактористом у Карлівській МТС, трактористом, бригадиром тракторної бригади, секретарем комітету комсомолу колгоспу «Зоря комунізму» Карлівського р-ну, з 1964 по 1968 - головою к-пу ім. Щорса Машівського р-ну, з 1968 - головою к-пу «Прогрес» (с. Лип’янка) Карлівського р-ну. З 2000 - засновник та ген. директор приватного сільськогосподарського підприємства, якому ще за життя сільські трударі дали його ім’я. Серед здобутків відомого аграрія - будівництво дитячого садка у с. Лип’янка Карлівського р-ну. Обирався делегатом XXVI з’їзду КПРС, депутатом Полтавської обласної, сільської рад депутатів трудящих (1954—1960), членом правління колгоспу, Карлівського РК КПУ, головою ради колективних сільськогосподарських підприємств району. Звання Героя Соціалістичної Праці присвоєно Указом Президії Верховної Ради СРСР від 07.07.1986 за видатні виробничі досягнення, успішне виконання завдань одинадцятої п’ятирічки та соціалістичних зобов’язань і виявлену трудову доблесть. Нагородж. орденом Леніна (1986), медаллю «За доблесну працю в роки Великої Вітчизняної війни 1941-1945 рр.». Трагічно загинув від рук злочинців разом із родиною.
4. Зубченко Олександр Миколайович народився 04 червня 1990 року в смт. Диканька Полтавської області. З 1991 року проживав у м. Миргороді, де і пройшло його дитинство. До 8-го класу навчався в СШ №2, потім в СШ №3. Свою професійну діяльність розпочав з навчання у ПТУ №44, де здобув і професію за фахом електромонтера з ремонту та обслуговування електроустаткування. Після навчання працював в службі охорони, згодом - слюсарем по ремонту автомобілів на Миргородському хлібозаводі. Із березня 2017 року служив в українській добровольчій армії. 10 грудня 2017 року Олександр загинув під час мінометного обстрілу с.Мар'їнка. 13 грудня Олександра Зубченка поховали на Алеї Героїв у Миргороді. Почесний громадянин міста Миргорода" (посмертно) [Архівовано 29 січня 2020 у Wayback Machine.].